# ان‌جی‌سی ۴۰۵۱

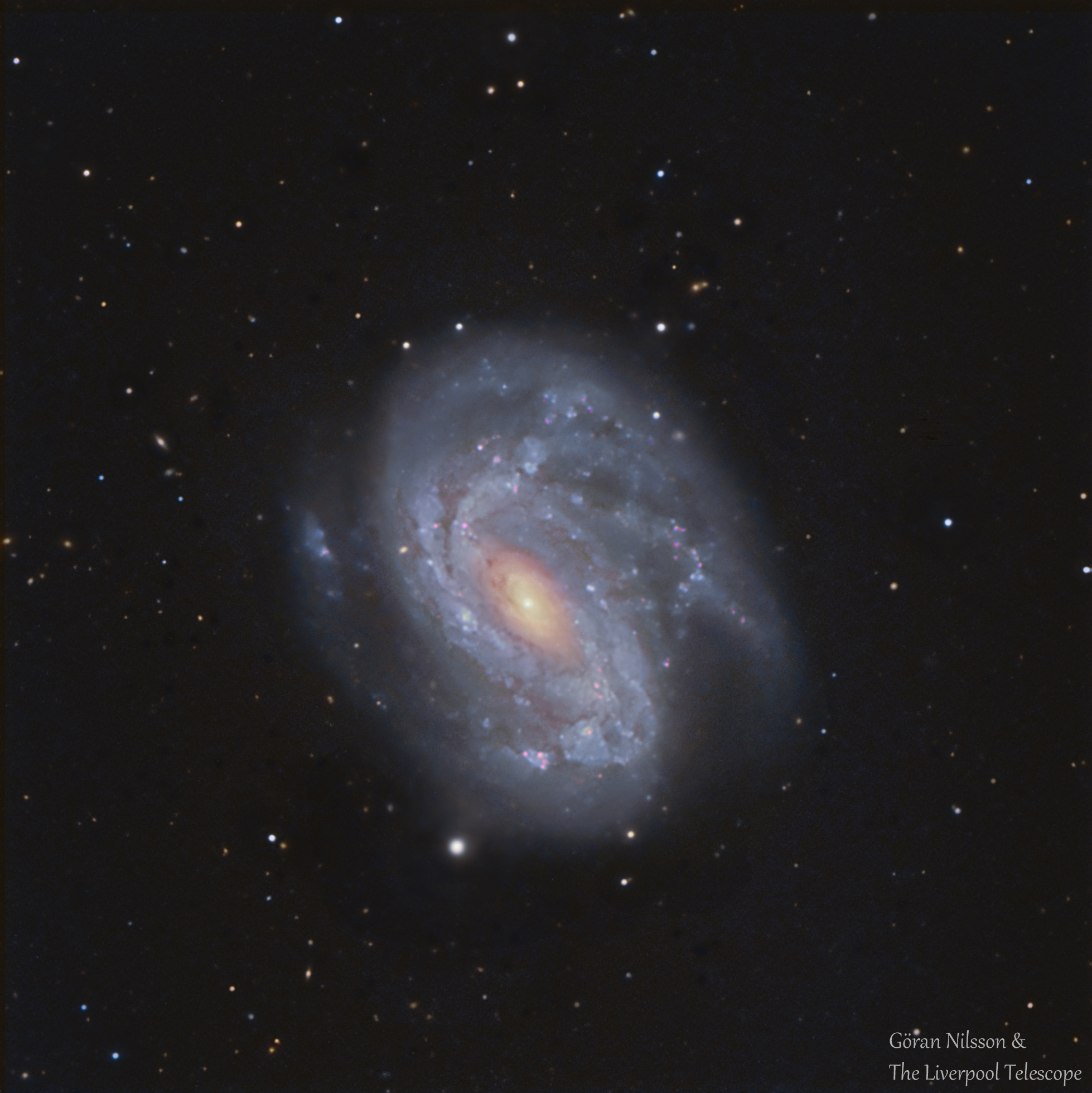
نمایی از کهکشان ان‌جی‌سی ۴۰۵۱ در منظومهٔ خورشیدی – حوالی سال ۲۰۱۴ تا ۲۰۱۶

ان‌جی‌سی ۴۰۵۱ (انگلیسی: NGC 4051) نام یک کهکشان مارپیچی است.